# Leptodexia pretiosa
Leptodexia pretiosa är en tvåvingeart som först beskrevs av Charles Howard Curran 1934. Leptodexia pretiosa ingår i släktet Leptodexia och familjen parasitflugor.
Artens utbredningsområde är Panama. Inga underarter finns listade i Catalogue of Life.